# Konstantynów (Łódź)
Konstantynów [pronunciación en polaco: /kɔnstanˈtɨnuf/] es un pueblo ubicado en el distrito administrativo de Gmina Nowa Brzeźnica, dentro del Distrito de Pajęczno, Voivodato de Łódź, en Polonia central. Se encuentra aproximadamente a 5 kilómetros al oeste de Nowa Brzeźnica, a 11 kilómetros al sureste de Pajęczno, y a 82 kilómetros al sur de la capital regional Łódź.
El pueblo tiene una población de 197 habitantes.